# Stromolezení

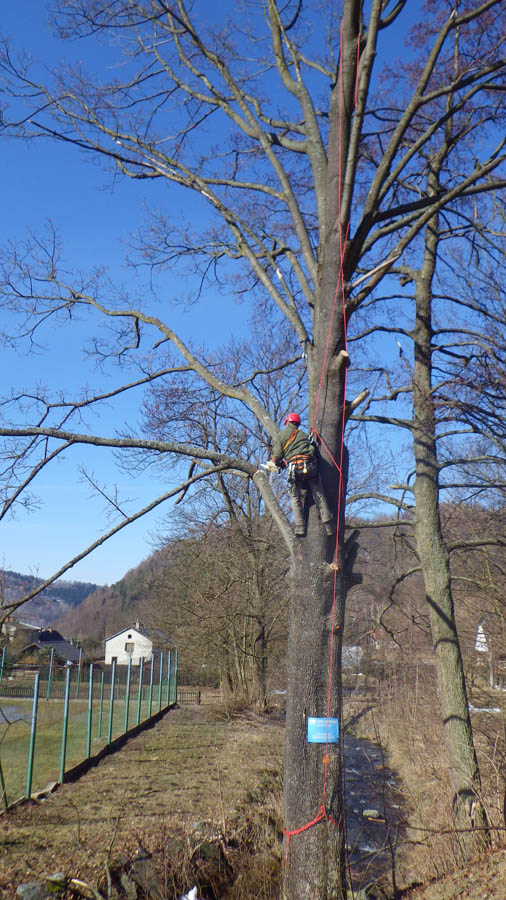
Stromolezec při práci

Stromolezení je činnost úzce spjatá s arboristikou (péčí o dřeviny) či s ornitologickým a entomologickým výzkumem a s adrenalinovými sporty. Stromolezci — arboristé jsou odborníci, kteří pečují o stromy v našich městech, parcích a podél komunikací. K výkonu povolání potřebuji řadu vybavení, mezi které patří postroj, lana, karabiny, slaňovací brzdy, blokanty, kladky, pilky a řada dalšího speciálního vybavení. Mezi hlavní činnosti patří ořezy větví, bezpečnostní vazby, rizikové kácení stromů atd.